# Niort-de-Sault
Niort-de-Sault es una pequeña localidad  y comuna francesa, situada en el departamento del Aude en la región de Languedoc-Roussillon.
A sus habitantes se les conoce por el gentilicio Niortais.

## Demografía
| 85 | 111 | 68 | 60 | 53 | 35 |
| Para los censos de 1962 a 1999 la población legal corresponde a la población sin duplicidades (Fuente: INSEE [Consultar]) |     |    |    |    |    |

(Población sans doubles comptes según la metodología del INSEE).